# Christiana Figueres
Karen Christiana Figueres Olsen (San José, 7 agosto 1956) è una diplomatica costaricana. È stata Segretaria esecutiva della Convenzione quadro delle Nazioni Unite sui cambiamenti climatici (UNFCCC) tra il 2010 e il 2016.

## Biografia
Christiana Figueres è figlia di José Figueres Ferrer, per tre volte presidente della Costa Rica, e di Karen Olsen Beck, di origine danese, ex deputata dell'Assemblea legislativa della Costa Rica.
Cresciuta nella fattoria paterna "La Lucha sin Fin", ha frequentato il Collegio Humboldt-Schule nella capitale costaricana e si è diplomata alla Lincoln School. Ha viaggiato in Inghilterra per un anno di studi di livello A prima di iscriversi allo Swarthmore College in Pennsylvania, dove si è laureata nel 1979. Nell'ambito dei suoi studi di antropologia ha vissuto per un anno a Bribri, nel Cantone di Talamanca, un remoto villaggio indigeno nell'altopiano sudorientale della Costa Rica. Ha poi frequentato la London School of Economics and Political Science per un master in antropologia sociale, dove si è laureata nel 1981.
Figueres ha iniziato la sua carriera nel settore pubblico come consigliere presso l'ambasciata costaricana a Bonn, nella Germania Ovest, dal 1982 al 1985.
Ritornata in Costa Rica, nel 1987 Figueres è stata nominata Direttrice della Cooperazione internazionale presso il Ministero della pianificazione, dove ha progettato e diretto la negoziazione di programmi globali di cooperazione finanziaria e tecnica con otto paesi europei e ha supervisionato la valutazione di tutte le richieste nazionali di assistenza tecnica e finanziaria.
Tra il 1988 e il 1990 è stata capo di gabinetto del Ministero dell'Agricoltura, dove ha supervisionato l'esecuzione di 22 programmi nazionali riguardanti formazione, credito e marketing.
Nel 1989 si è trasferita a Washington con il marito e le figlie.
Allo stesso tempo ha continuato a interessarsi alle questioni della riforma istituzionale e della ricerca dell'efficienza, ottenendo prima una certificazione in Sviluppo dell'organizzazione presso la Georgetown University nel 1991, poi una certificazione in Architettura organizzativa presso il Gestalt Institute di Cleveland nel 1993.
Nel 1994 ha ripreso l'attività professionale venendo nominata direttrice della Segreteria tecnica di Renewable Energy in the Americas (REIA).
Nel 1995 ha fondato, e ne è stata direttrice esecutiva per otto anni, del Center for Sustainable Development in the Americas (CSDA), organizzazione senza scopo di lucro dedicata a promuovere il contrasto dei paesi dell'America Latina al cambiamento climatico.
In rappresentanza del governo della Costa Rica, Christiana Figueres è stata negoziatrice della Convenzione delle Nazioni Unite sui cambiamenti climatici per gli anni dal 1995 al 2010.
Nel 1997 Figueres ha svolto un ruolo di primo piano nello sviluppo della strategia internazionale che ha portato i paesi in via di sviluppo ad aderire al Protocollo di Kyoto e al Meccanismo di sviluppo pulito (CDM).
Nel 2002 Figueres ha proposto un "Meccanismo settoriale" in base al quale i paesi in via di sviluppo sarebbero incoraggiati a sviluppare progetti regionali o settoriali che potrebbero essere il risultato di specifiche politiche di sviluppo sostenibile; nel 2005 ha pubblicato uno studio che proponeva un "Meccanismo programmatico" in base al quale le riduzioni delle emissioni vengono ottenute non da un singolo sito, ma piuttosto da molteplici azioni eseguite nel tempo come risultato di una misura governativa o di un programma volontario.
Nel dicembre 2005 Figueres ha presentato il progetto alla COP11 di Montreal e ha ottenuto il sostegno da parte del Gruppo dei 77 e della Cina. Ha quindi preso l'iniziativa di negoziare il concetto con i vari gruppi di paesi industrializzati, ottenendo infine una decisione della Conferenza delle Parti (COP) per consentire "programmi di attività" nel Meccanismo. Due anni dopo, in qualità di membro del comitato esecutivo del Meccanismo, ha raggiunto il consenso sulle regole e sulle procedure per la presentazione dei "programmi di attività" nel Meccanismo.

### Vita privata
Ha sposato Konrad von Ritter, poi funzionario della Banca Mondiale, conosciuto durante il periodo vissuto in Inghilterra.
La coppia ha avuto due figlie: la primogenita Naima, nata in Guatemala nel marzo 1988, e la secondogenita Yihana, nata a Washington nel dicembre 1989.

## Opere
- Scegliere il futuro. Affrontare la crisi climatica con ostinato ottimismo, con Tom Rivett-Carnac, Edizioni Tlon 2021 (9788831498319)